# محسن توکلی
محسن توکّلی (۱۳۵۹ در تهران) کارگردان و تدوینگر اهل ایران است. وی فعالیت سینمایی خود را از سال ۱۳۸۴ با فیلم باغ فردوس، پنج بعدازظهر آغاز کرد.

## فیلم‌شناسی

### کارگردان
- ایکس‌لارج (۱۳۹۷)
- این زن حقش را می‌خواهد (۱۳۹۴)
- دوربین (۱۳۹۳)
- قرار بعدی همان‌جا (۱۳۹۲)
- روز عزیز (۱۳۹۱)
- انسان‌ها (۱۳۸۹)

### تدوین
- این زن حقش را می‌خواهد (۱۳۹۴)
- دوربین (۱۳۹۳)
- قرار بعدی همان‌جا (۱۳۹۲)
- روز عزیز (۱۳۹۱)
- اخراجی‌ها ۳ (۱۳۸۹)
- محاکمه (۱۳۸۴)
- انسان‌ها (۱۳۸۹)
- آوای زندگی (۱۳۸۷)
- دایناسور (۱۳۸۶)
- باغ فردوس، پنج بعد از ظهر (۱۳۸۴)